# السعودية في كأس الخليج العربي 2007
تعرضُ هذه المقالة مُشاركة المنتخب السّعُوديّ في كأس الخليج العربي 2007، التي عُقِدَت في الإمارات العربية المتحدة.
لُعِبت البُطُولة بنظام مرحلة المجمُوعات ومرحلة خُرُوج المغلوب. تأهّل المُنتخب السّعُودي لِمرحلة خروج المغلوب مُتصدِّرًا المجمُوعة الثانية بعد أن فاز بِمُبارتين، وتعادل واحِدة وخرج من النّصف النّهائي على يد المُنتخب الإماراتي بِهدفٍ نظيف.

## مرحلة المجمُوعات

### المجمُوعة
| الفريق   | لعب | ف | ت | خ | أ.له | أ.ع | أ.ف | نقاط |
| -------- | --- | - | - | - | ---- | --- | --- | ---- |
| السعودية | 3   | 2 | 1 | 0 | 4    | 2   | +2  | 7    |
| البحرين  | 3   | 1 | 1 | 1 | 4    | 4   | 0   | 4    |
| العراق   | 3   | 1 | 1 | 1 | 2    | 2   | 0   | 4    |
| قطر      | 3   | 0 | 1 | 2 | 2    | 4   | −2  | 1    |

### المُباريات

#### السعودية ضد البحرين
| السعودية                                 | 1-2 | البحرين              |
| ---------------------------------------- | --- | -------------------- |
| ياسر القحطاني ضربة جزاء' · ياسر القحطاني |     | طلال يوسف ضربة جزاء' |

#### السعودية ضد قطر
| قطر      | 1-1 | السعودية  |
| -------- | --- | --------- |
| علي ناصر |     | مالك معاذ |

#### السعودية ضد العراق
| السعودية      | 0-1 | العراق |
| ------------- | --- | ------ |
| ياسر القحطاني |     |        |

## مرحلة خُرُوج المغلُوب

### نصف النهائي

#### السعودية ضد الإمارات العربية المتحدة
| السعودية | 0–1 | الإمارات العربية المتحدة |
| -------- | --- | ------------------------ |
|          |     | مطر 90+1'                |

## مُسجّلي الأهداف

### الأهداف المُسجّلة
سجّل لاعبي المُنتخب السّعُودي أربعة أهداف ضد الخُصُوم، وكانت هذه الأهداف عن طريق:
- ياسر القحطاني (هدفين ضد المُنتخب البحريني، وهدف ضد المُنتخب العِراقي)
- مالك معاذ (هدف ضد المُنتخب القطري)

### الأهداف المُستقبلة
استقبَلَ المُنتخب السّعُودي ثلاثة من الخُصُوم، وكانت هذه الأهداف عن طريق:
- طلال يوسف (من المُنتخب البحريني)
- علي ناصر (من المُنتخب القطري)
- إسماعيل مطر (من المُنتخب الإماراتي)